# HD 197890
HD 197890 — переменная звезда в созвездии Микроскопа, расположена на расстоянии в 150 световых лет от нас.
HD 197890 делает один оборот за 9 часов 7 минут, за что её прозвали Шустрый Мик . Это довольно молодая звезда (ей всего 30 миллионов лет), которая в будущем будет похожа на Солнце. А это говорит о том, что наша звезда в прошлом тоже могла вращаться довольно быстро.
Учёные из исследовательской группы под руководством Уве Вольтера (Uwe Wolter), астронома из обсерватории Гамбурга (Hamburger Sternwarte), впервые смогли реконструировать место вспышки на поверхности похожей на Солнце звезды.